# Galleria dell'Accademia
La Galleria dell'Accademia di Firenze è un museo statale italiano, sito in via Ricasoli accanto all'Accademia di belle arti.
La galleria espone il maggior numero di sculture di Michelangelo al mondo (ben sette), fra cui il celeberrimo David. All'interno del museo sono ospitate anche altre sezioni, fra cui una delle raccolte più vasta ed importante al mondo di opere pittoriche toscane a fondo oro, e il Museo degli strumenti musicali, dove sono esposti molti manufatti appartenenti alla collezione storica del Conservatorio Luigi Cherubini.
È di proprietà del Ministero della Cultura, che dal 2014 l'ha annoverata tra gli istituti museali dotati di autonomia speciale. Nel 2023 ha registrato 2.013.974 visitatori, risultando il secondo museo più visitato d'Italia.

## Storia

### La fondazione

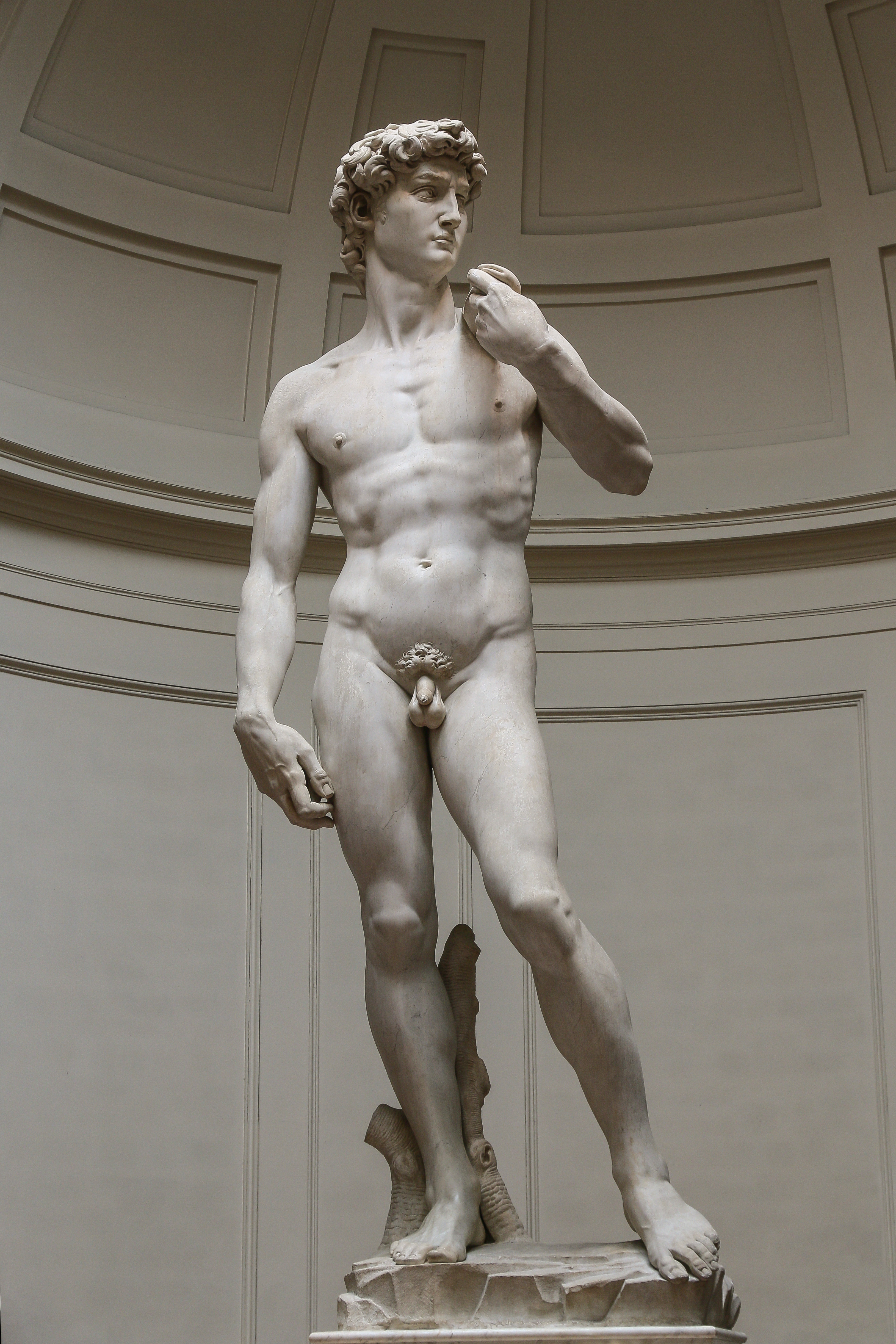
David di Michelangelo.

Nel 1784, nei locali dell'ospedale di San Matteo e del convento di San Niccolò di Cafaggio, il granduca Pietro Leopoldo di Lorena rifondò l'Accademia di Belle Arti, riunendo varie istituzioni, tra le quali l'antica Accademia delle arti del disegno, fondata nel 1563 da Cosimo I de' Medici. Al nuovo ente deputato all'insegnamento dell'arte venne affiancata una galleria in cui gli studenti avrebbero potuto trovare opere d'arte (originali e riprodotte) su cui basare la conoscenza, lo studio e l'imitazione per la propria formazione artistica. In quella che era la galleria maschile dell'ex-ospedale, oggi parte dell'Accademia lungo via Cesare Battisti, vennero collocati i gessi, i disegni e i modelli vari, mentre in quella che era stata la corsia delle donne (attuale Gipsoteca Bartolini/Salone dell'Ottocento) vennero sistemati i dipinti.
Il nucleo originario della galleria comprendeva quindi due grandiosi modelli in gesso originali del Giambologna (il Ratto delle Sabine, ancora in loco, e l'Allegoria di Firenze che domina Pisa, oggi in Palazzo Vecchio), una serie di calchi in gesso moderni di opere classiche e una quadreria che nasceva dalle raccolte dell'Accademia del Disegno, con molte opere di ex-affiliati, tra cui i grandi maestri fiorentini del Manierismo.
La quadreria si arricchì presto e straordinariamente dei dipinti provenienti da conventi, monasteri e altre istituzioni religiose soppressi da Pietro Leopoldo nel 1786 e, in misura minore, da Napoleone nel 1810, ottenendo capolavori come le Maestà di Cimabue e di Giotto, la Sant'Anna Metterza di Masaccio e Masolino, l'Adorazione dei Magi di Gentile da Fabriano, il Battesimo di Cristo di Verrocchio e Leonardo, la Cena in Emmaus di Pontormo, ecc. Pervennero così anche numerosi dipinti del Beato Angelico, oggi nel Museo di San Marco, mentre tra le opere ancora nel museo ci sono le formelle dell'Armadio delle Reliquie di Santa Croce di Taddeo Gaddi, l'Annunciazione di Lorenzo Monaco e il Cristo in pietà di Giovanni da Milano. Vi erano inoltre dipinti di provenienza non strettamente granducale, come la Primavera di Botticelli.
L'Accademia fu anche soggetta a spoliazioni napoleoniche perpetrate dal direttore del Louvre Vivant Denon e che si protrassero dal 1798 al 1815 durante l'occupazione francese. Antonio Canova non recuperò tuttavia tutte le opere d'arte dopo il Congresso di Vienna. Nel 1811 venne prelevato il San Giovanni Battista tra sant'Antonio da Padova e sant'Antonio abate di Andrea del Castagno per essere esposto al Musee Napoleon, il quale poi venne spostato al Musée de Bagnères-de-Bigorre nel 1872. Nel 1812, un dipinto del Botticelli, la Madonna col Bambino e quattro angeli, fu spedita al Musee Napoleon. Nel 1813 la Vergine col Bambino in braccio dipinta dall'Empoli venne spedita a Parigi al Musee Napoleon e poi Château de Maisons-Laffitte nel 1919. All'Accademia erano anche ospitate la Pala Barbadori di Filippo Lippi, presente nella Sala dell'Accademia, e la Presentazione al tempio di Gentile da Fabriano, entrambe spedite al Musée du Louvre.
Successivamente, la Galleria intraprese nuove acquisizioni. L'importanza delle nuove acquisizioni è registrata in un inventario del 1817. Quello stesso anno Pietro Leopoldo decise che vi venissero anche esposte le opere premiate nei concorsi accademici triennali di pittura e scultura; dal 1921 la sezione moderna venne ampliata con le opere vincitrici dei concorsi annuali di Emulazione e i saggi di Pensionato a Roma. Le collezioni spaziavano così nella documentazione della scuola toscana dal XIV al XIX secolo, con capolavori di assoluto prestigio. La disposizione museografica era però ben lontana dagli standard attuali, con i dipinti che coprivano le pareti in un insieme di grande confusione, che solo nel 1841, grazie al presidente dell'Accademia Antonio Ramirez de Montalvo, vennero riordinate in maniera cronologica. Nell'attuale Galleria dei Prigioni vennero collocati tutte le tavole del Due e Trecento di autore ignoto o in cattivo stato di conservazione, che per il gran numero raggiungevano anche il soffitto.

### La Galleria Antica e Moderna
Con Firenze capitale d'Italia (1865-1871), avvenne uno sconvolgimento in tutti i musei cittadini, che investì anche l'Accademia, in cui venne ampliato il settore moderno con centoquarantasei opere già della Galleria Moderna del palazzo della Crocetta, che vennero sistemate in sei piccole stanze al piano primo, già sede della scuola di declamazione.
Da allora la Galleria venne conosciuta come Galleria Antica e Moderna e formò il primo museo d'arte contemporanea del nuovo Stato nazionale. Grande interesse rivestivano allora soprattutto le opere moderne, per cui molti studenti facevano pervenire richieste di copia in modo da aggiornarsi alle ultime tendenze.

### Il Museo michelangiolesco
Il 1872 segna la svolta definitiva nella storia del museo, quando venne deciso di trasferirvi il David di Michelangelo, sottraendolo ai pericoli della collocazione originaria all'aperto in piazza della Signoria. Per la grande statua venne incaricato l'architetto Emilio De Fabris di costruire una nuova Tribuna scenograficamente posta al termine della Galleria dei Quadri antichi, con l'illuminazione propria garantita in alto da un lucernario. Nell'agosto del 1873 la statua venne imbracata in un complesso carro ligneo e scorse su rotaie per le vie del centro fino all'Accademia, dove restò però chiuso nella sua cassa per ben nove anni, in attesa del termine dei lavori alla Tribuna.
Nel 1875, con le celebrazioni del IV centenario della nascita di Michelangelo si decise di creare una mostra con le riproduzioni in gesso dei suoi capolavori scultorei, che venne naturale ambientare all'Accademia, con il fulcro del David. A tale scopo venne modificato il progetto della Tribuna che venne dotata di due bracci laterali, che collegassero le due gallerie, fino ad allora separate, dell'Angelico (cioè quella già chiamata dei Quadri antichi) e del Perugino (già detta dei Quadri grandi). Per l'occasione il David venne spacchettato provvisoriamente, entro la tribuna allestita con tendaggi che coprissero la zona al di sopra della trabeazione ancora in fase di edificazione.
Il 22 luglio 1882 il Museo michelangiolesco venne finalmente inaugurato. Attorno al David vennero collocati i calchi dei sepolcri medicei (vestibolo), del Mosè (braccio corto), altre opere di medio formato nel braccio destro e sotto l'arco, attorno all'unico originale e fulcro accentratore dell'intero percorso espositivo, si trovavano i calchi della Pietà vaticana, della Pietà Rondanini, del Cristo della Minerva e dei Prigioni.
Lo stesso anno la gestione della galleria passò dall'Istituto delle Belle Arti alle Regie Gallerie e Musei, facendo ben capire come la nuova tendenza fosse quella di conservazione e di documentazione storica delle opere antiche rispetto alla promozione dell'arte contemporanea. In quegli anni infatti il metodo di insegnamento tramite l'esercizio della copia divenne obsoleto e non più in linea con le istanze dell'arte contemporanea, e fu quasi naturale l'emancipazione della galleria dalla scuola artistica. In quell'occasione venne aperto il nuovo ingresso su via Ricasoli.
Nel frattempo la disposizione delle opere nella Tribuna rimase invariata fino ai primi del nuovo secolo, mentre la collezione dei quadri antichi fu radicalmente riposizionata, all'insegna di un nuovo sentire che iniziava a vedere le opere d'arte non solo come oggetti esclusivamente da conservare, ma anche come opere innanzitutto di cui poter usufruire per la contemplazione estetica. Ciò comportò, durante la direzione di Cosimo Ridolfi (1890-1903), un ciclo di restauri e sfoltimenti nella Galleria dei Quadri grandi, nella quale vennero predisposte nuove pareti lignee in modo da separare in tre comparti l'arte del Tre-Quattrocento da quella del Seicento. Inoltre vennero create tre nuove sale (oggi sale del Duecento e primo Trecento, degli Orcagna e seguaci, e dei Giotteschi) a fianco del braccio sinistro della tribuna, dove trovarono una migliore luce le opere di Botticelli (due sale) e di Perugino e scuola (una sala). Ciò coincise con la rivalutazione della scuola fiorentina del Quattrocento che proprio in quegli anni aveva luogo grazie alla comunità anglosassone residente in città. Botticelli in particolare, dopo gli studi di Pacher e di Horne, divenne ai primi anni del Novecento oggetto di un vero e proprio culto, generatore di grande entusiasmo nel pubblico. I dipinti del maestro, nella loro nuova, dignitosa collocazione, divennero un polo di attrazione capace di offuscare persino il David e il Museo michelangiolesco.
Poco dopo Ridolfi mise mano anche alla Galleria dei Quadri antichi, dove stavano ancora ammassati i polittici tre/quattrocenteschi. Essi vennero completamente rimossi decorando le pareti con una serie di arazzi con Storie di Adamo ed Eva, davanti ai quali vennero allineati alcuni calchi di opere minori del Buonarroti. Le opere rimosse vennero destinate nelle tre sale adiacenti al Salone (oggi Sale fiorentine), decorate e illuminate opportunamente, con la prima dedicata interamente al Beato Angelico.

### Spoliazione e riarricchimento

La Galleria degli Arazzi negli anni cinquanta-sessanta

La nuova disposizione durò solo pochi anni, poiché già nel 1914, con una nuova convenzione tra Stato e Comune, vennero riunificate tutte le raccolte di arte contemporanea e destinate, dal 1920, a un'unica istituzione a Palazzo Pitti, la Galleria d'arte moderna; le opere non selezionate per il nuovo museo vennero disperse in vari depositi di enti, uffici statali e comunali. Nel 1919 poi, con il riordino di tutte le collezioni in città, un nucleo di opere capitali di scuola fiorentina venne destinato agli Uffizi, e infine nel 1922 le opere di Beato Angelico vennero destinate al nascente Museo di San Marco.
Con il trasferimento delle opere contemporanee la galleria non poté più chiamarsi "Antica e Moderna", ma divenne da allora la Galleria dell'Accademia e, ancora per pochi anni, Museo michelangiolesco.
Già nel primo decennio del Novecento si era nel frattempo aperta una polemica sulle copie delle sculture, innescata dalla collocazione della replica del David in piazza della Signoria, che fece presto comprendere come la presenza dei calchi, dettata da valenze didattiche e aspirazioni positiviste, fosse ormai del tutto superata e ingiustificata. Corrado Ricci allora, da direttore delle Gallerie fiorentine, decise di far prevalere il concetto di autenticità nei criteri espositivi, allontanando la maggior parte dei gessi, esposti fin dal centenario, e riunendo piuttosto un nucleo di opere originali del Buonarroti. Fu l'occasione per trasferire i Prigioni, dei quali era già stato sollevato il problema del degrado nella Grotta del Buontalenti a Boboli, e il San Matteo che da anni «sonnecchiava sotto l'atrio dell'Accademia». Essi giunsero in galleria nel 1909, aggiungendosi al Torso di fiume che l'Accademia di Belle Arti aveva già ceduto nel 1906. Dal Bargello era arrivato inoltre nel 1905 il Genio della Vittoria. Queste opere sostituirono i gessi nella galleria degli arazzi, con l'eccezione dei calchi dei due Prigioni del Louvre ritenuti utili per completare idealmente la serie. Restavano anche i calchi delle opere maggiori attorno alla Tribuna, ma presto anche questi sembrarono inopportuni, venendo però allontanati solo nel 1938, trovando collocazione da allora nella Gipsoteca dell'Istituto d'Arte presso Porta Romana. I gessi dei Prigioni lasciarono la loro sede solo nel 1946, finendo prima a Casa Buonarroti e infine nel Museo Casa Natale di Michelangelo Buonarroti di Caprese Michelangelo, dove si trovavano già alcuni dei gessi del centenario, tuttora in loco.
Nel 1921, su suggerimento di Ugo Ojetti, il Genio della Vittoria venne riportato nel Salone dei Cinquecento a Palazzo Vecchio, mentre nel 1939 la galleria si arricchì della Pietà di Palestrina, acquistata dallo Stato italiano da una cappella Barberini a Palestrina, oggi in genere ritenuta opera della scuola di Michelangelo. Nel 1965 infine anche il Torso di fiume cambiò sede, venendo richiesto da Charles de Tolnay per Casa Buonarroti in modo da completare la serie di modelli michelangioleschi.
Agli anni trenta risale l'aggiunta delle sale del Colosso e dell'Anticolosso (attuale biglietteria), destinate a ospitare le pale di grandi dimensioni del Cinquecento fiorentino. Dopo la seconda guerra mondiale, col riordinamento degli Uffizi, vennero ad avanzare alcune tavole di grande formato del Perugino (Assunzione della Vergine e Deposizione con Filippino Lippi), che furono accolte all'Accademia. Agli anni cinquanta, sotto la direzione di Luisa Becherucci, risale la riorganizzazione delle sale del Colosso e dell'Anticolosso, destinate a riassumere le vicende artistiche a Firenze tra Quattro e Cinquecento, che venne ridefinita solo nei primi anni ottanta, quando fu smantellata la seconda sala per fare spazio alla nuova biglietteria e alla libreria, con le opere di Pontormo, Bronzino e Alessandro Allori che vennero da allora collocate alle spalle delle opere di Michelangelo al posto degli arazzi, intensificando il confronto diretto tra queste opere e l'influenza michelangiolesca.

### La Galleria oggi
Le direzioni degli ultimi anni, da Luciano Bellosi a Giorgio Bonsanti e a Franca Falletti, hanno cercato di ridare un filo conduttore all'intera collezione del museo, arrivata a essere con le numerose sottrazioni e addizioni, piuttosto disomogenea e frammentata.
Questi progetti si sono andati concretizzando con l'allestimento della sala dell'Ottocento (1983-1985, a cura di Sandra Pinto) e le sale della pittura del tardo Trecento al primo piano (1998), a cura di Angelo Tartuferi: tali sale sono state riallestite in maniera più accattivante nel 2010 e vi si è aggiunta, nel 2012, una saletta didattica. Questi interventi hanno saldato il discorso cronologico dell'esposizione coprendo un percorso continuo nell'arte fiorentina dal XIII al XIX secolo, come doveva essere nelle intenzioni originarie di Pietro Leopoldo. A ciò sono stati aggiunte le esposizioni delle icone russe settecentesche provenienti dalle collezioni dei Lorena (dal 2022 trasferite al piano terra di palazzo Pitti, nel nuovo Museo delle Icone Russe) e quella degli strumenti musicali antichi di proprietà dell'attiguo Conservatorio Luigi Cherubini, dal 1996. Un progetto futuro non esclude anche un accesso coordinato anche con l'altra grande istituzione culturale dell'isolato, l'Opificio delle Pietre Dure e il suo museo.
Nonostante ciò il problema che persiste nella galleria, e che vedrà magari soluzione in studi e progetti futuri, è quello della mancanza di un filo cronologico che leghi le diverse opere del museo, che appaiono oggi frammentate in sale non contigue. Inoltre la domanda del pubblico resta sempre inevitabilmente legata alla presenza del David, che da solo polarizza gran parte delle attenzioni dei numerosissimi visitatori; ciò rende chiaro anche come siano lontane dalla fattibilità le proposte di spostamento del capolavoro di Michelangelo in altre sedi come la Stazione Leopolda per decongestionare, secondo l'idea dei proponenti, il flusso turistico del centro storico.
Dopo quasi quarant'anni di direzione a Franca Falletti è subentrato nel 2013 Angelo Tartuferi e, dopo la rifarma statale, la storica dell'arte di origine tedesca Cecilie Hollberg.

## Sale

### Sala del Colosso
La sala del Colosso deve il suo nome al gigantesco gesso di uno dei Dioscuri di Montecavallo che un tempo si trovava qui e che oggi è alla Gipsoteca dell'Istituto d'Arte di Porta Romana. Oggi al centro si trova il bozzetto originale in terra cruda del Ratto delle Sabine di Giambologna, mentre alle pareti si trovano numerosi esempi di pittura fiorentina del Quattro e Cinquecento fiorentino, con opere di grandi maestri (Paolo Uccello, Botticelli, Perugino, Filippino Lippi, Ghirlandaio) e altre che documentano l'attività delle botteghe cittadine.
Opere presenti:
- Giambologna, Ratto delle Sabine, modello in terra cruda, 1582
- Alesso Baldovinetti, Trinità e santi, 1472 circa
- Andrea del Sarto, Cristo in pietà, 1526 circa
- Andrea di Giusto Manzini:
  - Madonna col Bambino e Cristo in pietà, 1435 circa
  - Madonna della Cintola e santi, 1437
- Bartolomeo di Giovanni, Annunciazione, santi e profeti, 1490 circa
- Benozzo Gozzoli, Santi Bartolomeo, Giovanni Battista e Giacomo Maggiore, 1461–62 circa
- Biagio d'Antonio, Angelo annunciante; Eterno Padre; Vergine annunciata, 1475 circa
- Cosimo Rosselli (bottega), Madonna col Bambino incoronata da due angeli (detta Madonna della Stella)
- Cosimo Rosselli:
  - Noè e David; Mosè e Abramo, 1460 circa
  - Santi Barbara, Giovanni Battista e Matteo, 1470 circa
- Domenico di Michelino:
  - Santi Michele Arcangelo, Lorenzo e Leonardo, 1469
  - Tre Arcangeli e Tobiolo, 1465 circa
  - Trinità, 1460-70 circa
- Domenico Ghirlandaio, Santo Stefano tra i santi Jacopo e Pietro, 1493
- Filippino Lippi e Perugino, Deposizione dalla croce, 1503-1507
- Filippino Lippi:
  - San Giovanni Battista
  - Maria Maddalena, 1500 circa
- Fra Bartolomeo:
  - Isaia
  - Giobbe, 1514-1516
- Francesco Botticini
  - Sant'Agostino e Santa Monica, 1471
  - Sant'Andrea Apostolo in adorazione della croce, 1475–1499 circa
- Francesco Granacci:
  - Assunzione della Vergine e santi, 1520
  - Madonna col Bambino e santi, 1508 circa
  - Madonna della Cintola, 1500-1520 circa
  - Martirio di una santa; Martirio di una santa; Una santa davanti al giudice; Martirio di santa Caterina; Disputa di santa Caterina d'Alessandria; Martirio di sant'Apollonia, 1530
- Franciabigio, Madonna col Bambino, san Giuseppe e san Giovannino, 1508-1510
- Gherardo di Giovanni:
  - Adorazione del Bambino con San Giovannino, 1475-1480
  - Madonna in trono con Bambino e santi, 1470-1495 circa
- Giovan Francesco da Rimini, San Vincenzo Ferrer, 1455 circa
- Giovanni Antonio Sogliani, Disputa sull'Immacolata Concezione, 1521 circa
- Ignoto fiorentino:
  - Annunciazione, 1490 circa
  - Cristo in pietà tra la Vergine e San Giovanni, 1475-1500
  - Eterno Padre, 1500-1524 circa
  - Martirio di san Lorenzo, 1480 circa
  - Trinità e santi, 1470 –1480 circa
- Jacopo del Sellaio:
  - Cristo deposto nel sepolcro, 1480 circa
  - Deposizione e santi, post 1480
- Lo Scheggia, Cassone Adimari, 1440-1450 circa
- Lorenzo di Credi, Adorazione del Bambino, 1480-1490 circa
- Maestro degli angeli di carta (bottega di Domenico di Michelino), Madonna col Bambino e santi, 1460-1470 circa
- Maestro della Natività di Castello, Natività, 1455-1460
- Maestro della Natività Johnson e Filippino Lippi, Annunciazione, 1460 circa, poi 1472
- Maestro dell'Epifania di Fiesole, Incoronazione della Vergine, 1475-1480
- Mariotto Albertinelli:
  -  Trinità, 1510 circa
  - Annunciazione, 1510
- Neri di Bicci:
  - Annunciazione, 1464
  - San Francesco, San Filippo, Santa Caterina d'Alessandria, San Girolamo, 1444-1453 circa
- Paolo Uccello, Tebaide, 1450-1460 circa
- Perugino (attr.), Visitazione con sant'Anna, 1472-1473 circa
- Perugino, Pala di Vallombrosa, 1500
- Pseudo Pier Francesco Fiorentino, Adorazione del Bambino, post 1459
- Raffaellino del Garbo, Resurrezione di Cristo, 1500-1505 circa
- Ridolfo del Ghirlandaio:
  - Madonna col Bambino e santi, 1503
  - Tre angeli oranti; Tre angeli oranti, 1508
- Sandro Botticelli (attr.), Madonna del Mare, 1477 circa
- Sandro Botticelli e bottega, Madonna col Bambino e santi, 1480-1500
- Sandro Botticelli, Madonna col Bambino, san Giovannino e due angeli, 1468-1470 circa

### Galleria dei Prigioni
La galleria dei Prigioni deve il suo nome alle quattro sculture raffiguranti nudi maschili, dette Prigioni, realizzate da Michelangelo per la tomba di Giulio II, ma usate dal Granduca Cosimo I de' Medici, come ornamentazioni angolari della grotta del Buontalenti nel Giardino di Boboli e pervenute in galleria nel 1909. Vi si trovano inoltre Pietà di Palestrina, acquisita nel 1939, e il San Matteo, mentre alle pareti sono esposte opere cinquecentesche.
Un tempo ha ospitato i "Quadri antichi", accostati l'uno all'altro fino al soffitto, poi i calchi michelangioleschi, con alle pareti una serie di arazzi, mentre oggi le opere originali di Michelangelo o della sua scuola sono pausate in maniera studiata, per introdurre il visitatore, in un crescendo emotivo, ai piedi del David.
Opere presenti:
- Andrea del Sarto, Cristo in pietà, 1525 circa
- Daniele da Volterra, Busto di Michelangelo, 1560 circa
- Francesco Granacci, Madonna col bambino e santi, 1510 circa
- Mariotto Albertinelli, Annunciazione, 1510
- Michelangelo Buonarroti (attribuzione incerta), Pietà di Palestrina, 1560 circa
- Michelangelo Buonarroti:
  - San Matteo, 1505-1506
  - Prigione detto Atlante, 1530 circa
  - Prigione detto lo schiavo barbuto, 1530 circa
  - Prigione detto lo schiavo che si ridesta, 1530 circa
  - Prigione detto lo schiavo giovane, 1530 circa
- Michele di Ridolfo del Ghirlandaio:
  - Zenobia, 1560-1570 circa
  - Testa femminile ideale, 1560-1570 circa
- Pontormo su cartone di Michelangelo, Venere e Amore, 1533 circa
- Ridolfo del Ghirlandaio:
  - San Zanobi resuscita un fanciullo, 1516 circa
  - Traslazione del corpo di san Zanobi, 1516 circa

### Tribuna del David
La sala ospita dal 1873 il David di Michelangelo, realizzato fra il 1501-04 e proveniente da piazza della Signoria. La sala prosegue nei due bracci laterali, dove si trovano opere di scuola manierista.
Opere presenti:
- Michelangelo Buonarroti, David, 1501-1504
- Alessandro Allori:
  - Annunciazione, 1579
  - Annunciazione, 1603
  - Battesimo di Cristo, 1591
  - Incoronazione della Vergine, 1593
  - Madonna col Bambino e santi, 1575
- Bronzino, Deposizione, 1561
- Carlo Portelli, Disputa sull'Immacolata Concezione, 1566
- Cosimo Gamberucci, San Pietro guarisce lo storpio, 1599
- Francesco Salviati, Madonna col Bambino, san Giovannino e un angelo, 1540-1550 circa
- Giuliano Bugiardini, Madonna col Bambino e san Giovannino, 1520
- Il Poppi, Figura allegorica, 1572-1573 circa
- Maso da San Friano:
  - Allegoria della forza, 1550-1599 circa
  - Trinità e santi, 1560-1570
- Pier Francesco di Jacopo Foschi, Madonna col Bambino e san Giovannino, 1525-1535 circa
- Santi di Tito:
  - Cristo deposto dalla Croce con la Vergine e santi, 1576–1600
  - Entrata di Cristo in Gerusalemme, 1569-1579
- Stefano Pieri:
  - Deposizione, 1587
  - Il Sacrificio di Abramo, 1585
- Pittore vasariano, Santa Barbara, 1570 circa

### Gipsoteca Bartolini (Salone dell'Ottocento)
Conosciamo l'aspetto antico del salone, ricavato dalla corsia delle donne dell'antico Ospedale di San Matteo, da un affresco a monocromo realizzato dal Pontormo e ivi conservato.
Oggi l'allestimento ospita una raccolta di dipinti e sculture di artisti del XIX secolo in rapporto con l'Accademia di Belle Arti, tra cui i gessi di Lorenzo Bartolini, con le opere disposte com'erano state messe dall'artista nel suo studio di borgo San Frediano a Firenze e quelli di Luigi Pampaloni.
I dipinti sono alcune delle opere esposte in occasione dei concorsi di pittura, svolti fra il 1794 e il 1868, dell'Accademia dei Belle Arti.
Opere presenti:
- Antonio Puccinelli:
  - Gli Ebrei in Babilonia, 1851
  - La strage degli Innocenti, 1852
- Baldassarre Calamai, Dante, Virgilio e Farinata degli Uberti, 1825
- Benedetto Servolini:
  - Morte di Filippo Strozzi, 1835
  - Orlando si impadronisce del cavallo, 1834
- Cesare Mussini:
  - Francesco I presso Leonardo morente, 1828
  - La morte di Atala, 1830
  - La Musica Sacra, 1830
- Demostene Macciò, Fra Benedetto da Foiano in carcere
- Eugenio Prati, Il Barocci presentato a Michelangelo, 1868
- Francesco Nenci, Edipo sciolto dai lacci da un pastore, 1817
- Francesco Pozzi, Baccante con Fauno e Pantera, 1851
- Francesco Pozzi, Ciparisso, 1818
- Francesco Sabatelli, Copia dell'Assunta di Tiziano, 1827
- Giuseppe Colignon, La decollazione del Battista, 1860 circa
- Giuseppe Fattori, Il Battista rimprovera Erode, 1856
- Irene Duclos Parenti, Copia della Madonna del Sacco di Andrea del Sarto, 1775
- Leopoldo Neofreschi, Alessandro Magno si accinge a bere alla coppa avvelenata, 1794
- Lorenzo Bartolini (atelier), Ninfa, XIX secolo
- Lorenzo Bartolini:
  - Alberto Adamo Neipperg, 1829-1830
  - Alberto Adamo Neipperg, 1825-1830
  - Amore, Post 1841
  - Anatolio Demidoff, ante 1850
  - Angelo, post 1815
  - Baccante, 1823 circa
  - Bassorilievi per il monumento a Luigi Guglielmo Cambray Digny, 1844
  - Bassorilievo per il monumento a Maria Temple Bowdoin, 1822 circa
  - Beatrice Donati, 1846
  - Carlo Lodovico di Borbone, 1823
  - Carlotta Bonaparte, ante 1850
  - Carolina Ungher, ante 1850
  - Casimir Delavigne, 1830-1840
  - Caterina di Westfalia, 1815-1830
  - Conte Gourief, ante 1850
  - Emilia Della Gherardesca?, ante 1850
  - Emma e Giulia Campbell, 1819-1820 circa
  - Eveline Hanska de Balzac, ante 1850
  - Francesco Benedetti, 1815-1820
  - Francesco I d'Asburgo, ante 1850
  - Franz Liszt, 1838-1839
  - George Gordon Byron, 1822
  - Giovanni Battista Niccolini, ante 1850
  - Giunone, 1823-1830 circa
  - Giuseppe Bonaparte principe di Canino e Musignano, 1829
  - Guelfo Trotti Estense Mosti, ante 1850
  - Il Voto dell'Innocenza, 1848
  - Jean Auguste Dominique Ingres, post 1815
  - Jonathan Hatfield, ante 1850
  - Klemens Wengel Lothar Metternich-Winneburg, 1821 circa
  - La Carità educatrice, 1817-1824
  - La Carità educatrice, bozzetto, 1820-1830
  - La gara fraterna, ante 1847
  - La Ninfa del Serpe, ante 1840
  - La Ninfa dello Scorpione, ante 1840
  - La Tavola degli Amori, ante 1845
  - La Venere di Tiziano, 1821 circa
  - Lady Burglesh, ante 1850
  - Lady Gowen?, ante 1850
  - Lady Harriet Pellew, ante 1850
  - Lady Mary Tighe, 1820 circa
  - L'Ammostatore, 1816-1820 circa
  - L'Orante per il monumento a Pietro Recchi, 1838
  - Luciano Bonaparte, 1815-1830 circa
  - Luigi Vestri, 1830-1840
  - Luisa Carlotta di Borbone, 1825 circa
  - Luisa Sauli Pallavicini, ante 1850
  - Madame Germaine de Stael, 1815-1820
  - Marchesa di Bristol, ante 1850
  - Marchese di Londonderry, ante 1850
  - Marco Paolini, ante 1850
  - Maria Carolina di Sassonia, granduchessa di Toscana, ante 1832
  - Maria Luisa di Borbone, 1823
  - Marie D'Agoult, 1838-1839
  - Matilde Demidoff, ante 1850
  - Matilde Demidoff, ante 1850
  - Medaglione con profilo maschile, post 1815
  - Medaglione con profilo maschile, post 1815
  - Medaglione con profilo maschile, post 1815
  - Medaglione per il monumento a Girolamo Segato, 1838-1844
  - Monumento a Elisa Baciocchi, 1808-1813
  - Monumento a Leon Battista Alberti, Post 1838
  - Monumento a Niccolò Demidov, 1830-1870
  - Monumento a Sofia Zamoiska, 1837-1844
  - Monumento a Vittorio Fossombroni, 1846
  - Monumento a Ortensia Beauharnais, 1838-1845
  - Monumento al conte Alberto Adamo di Neipperg, 1829-1841
  - Monumento funebre al conte Giovan Francesco Mastiani Brunacci, 1846 circa
  - Mr Morrison, ante 1850
  - Mrs Morrison, ante 1850
  - Narciso, 1825-1850
  - Niccolò Machiavelli, 1845-1846
  - Nicola Demidoff, ante 1850
  - Ortensia Beauharnais, 1815-1830 circa
  - Ortensia Beauharnais, 1815-1830 circa
  - Paolina Borghese?, ante 1850
  - Rilievi per il monumento a Enrichetta Stratford Canning, 1818 circa
  - Rilievo con cinque figure, post 1815
  - Rilievo con figura alata, post 1815
  - Rilievo con figura maschile, post 1815
  - Rilievo con figura maschile, post 1815
  - Rilievo con figura maschile, post 1815
  - Rilievo con figure, post 1815
  - Rilievo con figure, post 1815
  - Rilievo frammentario: la Giustizia che protegge l'Innocenza, post 1815
  - Rilievo per il monumento a Carolina Hungher, post 1815
  - Ritratto di Anne Lullin de Châteauvieux sposata Eynard, 1820-1822
  - Ritratto di bambina, 1820-1825 circa
  - Ritratto di Frances Anne Vane-Tempest, marchesa di Londonderry, con il figlio George, 1823
  - Salvatore Vigano, 1815-1820
  - Sofia Scerbatova Apraxina, ante 1850
  - Teti che accarezza Giove, post 1815
  - Thomas Moore, ante 1850
  - Venere, 1817 circa
- Luigi Mussini, L'elemosina secondo la carità angelica e secondo la mondana ostentazione, 1844
- Luigi Pampaloni:
  - Amore con Cigno, post 1834
  - Amore, 1833
- Arnolfo di Cambio, 1827-1830
  - Bambina giacente, 1826 circa
  - Bassorilievo per il monumento funebre di Annamaria Frescobaldi, 1842-1844
  - Cloe, 1834
  - Fanciulla orante (Orfana sulla rupe), 1838-1842
  - Fanciullo che scherza con un cane, 1827
  - Fanciullo orante (Orfano sulla rupe), 1826-1827
  - Filippo Brunelleschi, 1827-1830
  - La Fanciulla delle Tortore, 1831
  - Maddalena penitente, 1870 circa
  - Medaglione di Luigi Magalotti
  - Monumento a Giulia Clary Bonaparte: la Beneficenza, 1846 circa
  - Monumento a Lazzaro Papi, 1835 circa
  - Monumento a Maria Radzwill Kranzinski con il figlio Zìgmunt, 1839-1841
  - Monumento a Virginia de Blasis, 1839 circa
  - Monumento a Wanda Wancowicz Tyskiewicz, 1842-1845
  - Rilievi per il monumento a Luciano Bonaparte principe di Canino, 1840-1847
- Luigi Pampaloni, Rilievo per il monumento Tellinson, 1840 circa
- Odoardo Borrani, Alla Galleria dell'Accademia, 1860-1870
- Pontormo, Tre storie della Beata Umiltà da Faenza, 1514 circa
- Raffaello Sorbi, Morte di Corso Donati, 1861
- Silvestro Lega, David calma i furori di Saul con l'arpa, 1852
- Ulisse Cambi:
  - Aconzio, 1835
  - Dafni e Cloe, 1834

### Sala del Duecento e del primo Trecento
Da questa sala inizia un percorso sulla pittura gotica fiorentina che attinge al cospicuo deposito di tavole a fondo oro della galleria. La sala centrale, del Duecento e del primo Trecento, espone dipinti precedenti a Giotto o suoi contemporanei, con un raro frammento attribuito a Giotto stesso proveniente dalla Badia fiorentina.
Opere presenti:
- Grifo di Tancredi, Madonna col Bambino e santi, 1300 circa
- Guido da Siena, Madonna in trono col Bambino, 1270-1275 circa
- Maestro del Crocifisso Corsi, Cristo crocifisso fra i dolenti e il committente genuflesso, 1315 circa
- Maestro della Maddalena, Maddalena penitente e otto storie della sua vita, 1280-1285
- Maestro della Maddalena, San Giovanni evangelista e storie della sua vita; San Jacopo e storie della sua vita, 1280-1290
- Maestro della Santa Cecilia, Maestà, 1320-1325
- Pacino di Buonaguida:
  - Crocifissione e santi, 1315-1320
  - Albero della Vita, 1305-1310 circa
  - Madonna col Bambino, 1320-1339 circa
  - San Nicola; San Giovanni Evangelista; San Procolo, 1305-1310
- Pittore fiorentino:
  - Croce dipinta, 1290 circa
  - Madonna col Bambino, 1250-1260 circa
- Pittore lucchese, Madonna col Bambino e due angeli, 1240-1250 circa

### Sala dei giotteschi
La sala è allestita con opere di artisti fiorentini del XIV secolo seguaci di Giotto.
Opere presenti:
- Bernardo Daddi e Puccio di Simone, Crocifissione con i dolenti e la Maddalena ai piedi della Croce; Santa Maria Maddalena, san Michele Arcangelo, san Giuliano, santa Marta
- Bernardo Daddi:
  - Crocifisso con i dolenti e storie della Passione, 1338-1343
  - Crocifissione, 1343
  - Crocifissione; San Cristoforo, 1340-1348 circa
  - Incoronazione della Vergine con angeli e 42 santi, 1340-1348
  - Madonna col Bambino e santi; Crocifissione; Incontro dei tre vivi con i tre morti, 1340 circa
  - Madonna in trono con Bambino e santi, 1333
  - San Bartolomeo; San Lorenzo, 1340 circa
- Giotto e bottega, Testa di pastore, 1315, 1325
- Jacopo del Casentino:
  - San Bartolomeo e angeli, 1340 circa
  - Sant'Egidio; San Giovanni Battista; San Giovanni Evangelista
- Maestro delle effigi domenicane, Incoronazione della Vergine e santi; Madonna col Bambino e santi, 1340-1345
- Niccolò di Pietro Gerini, Cristo benedicente e due profeti; Cristo in pietà tra la Vergine e san Giovanni Evangelista e santi, 1390-1410 circa
- Puccio di Simone, Polittico della Madonna dell'Umiltà e santi, 1350-1360
- Taddeo Gaddi:
  - Formelle dell'armadio della sacrestia di Santa Croce, 1330-1340
  - Madonna col Bambino e angelo annunziante; San Giovanni Battista e san Pietro e Vergine annunciata, 1345-1350
  - Madonna col Bambino, 1355 circa
  - Madonna in trono tra due angeli e quattro santi, 1330-1335 circa

### Sala degli Orcagna e dei loro seguaci
La sala deve il suo nome all'esposizione di opere realizzate dai tre fratelli pittori, attivi a Firenze nel XIV secolo, l'Orcagna, ovvero “arcangelo” (Andrea di Cione), Nardo di Cione e Jacopo.
Opere presenti:
- Andrea Orcagna:
  - Pentecoste, 1365 circa
  - Madonna in trono con Bambino e santi, 1355 circa
- Jacopo di Cione:
  - Cristo crocifisso fra la Vergine e San Giovanni con quattro angeli, 1380-1398 circa
  - Incoronazione della Vergine, 1372-1373
  - Madonna dell'Umiltà, 1380 circa
- Maestro della Cappella Rinuccini (Matteo di Pacino):
  - Elemosina di sant'Antonio Abate, post 1370
  - Santi Michele Arcangelo, Bartolomeo, Giuliano e una donatrice, post 1348
  - Visione di san Bernardo e santi, 1365 circa
- Maestro della predella dell'Ashmolean Museum, San Lorenzo; Santo Vescovo, 1360-1365 circa
- Maestro dell'altare di San Niccolò, Madonna dell'Umiltà e quattro angeli, 1350-1380
- Maestro dell'infanzia di Cristo (Jacopo di Cione?):
  - Episodi dell'Infanzia di Cristo, 1365-1375 circa
  - Madonna col Bambino; Annunciazione; Crocifissione e santi, 1380-1399 circa
- Nardo di Cione, Trittico del Thronum Gratiae, 1365
- Niccolò di Tommaso, Incoronazione della Vergine con angeli e santi, 1370

### Sala di Giovanni da Milano
Opere presenti:
- Andrea Buonaiuti, Sant'Agnese; Santa Domitilla, 1365 ca
- Cenni di Francesco, Madonna col Bambino fra otto santi e quattro angeli, 1380-1390
- Don Silvestro dei Gherarducci, Madonna dell'Umiltà e Angeli, 1370-1377 circa
- Giottino (attr.), Madonna col Bambino in trono con santi e angeli, 1360 circa
- Giovanni da Milano, Cristo in pietà, 1365
- Giovanni del Biondo, San Giovanni Evangelista in trono, 1380-1385
- Ignoto fiorentino, Incoronazione della Vergine e santi, 1390-1399
- Maestro della Misericordia dell'Accademia (Giovanni Gaddi?):
  - Madonna col Bambino fra i santi Pietro e Paolo, 1360 circa
  - Madonna col Bambino in trono e otto santi, 1380 circa
  - Madonna della Misericordia, 1380 circa
  - Stigmate di san Francesco, Natività, Conversione di san Paolo, 1370-1375
- Maestro della predella dell'Ashmolean Museum, Madonna col Bambino, 1370-1390 circa
- Maestro dell'Annunciazione dei Linaioli e Mariotto di Nardo, Annunciazione; Natività, Epifania, Presentazione al tempio, profeti, 1350-1360; 1390-1400

### Sala del tardo Trecento
La sala è allestita con opere realizzate fra la fine del XIV secolo e l'inizio del XV, di Giovanni del Biondo, Mariotto di Nardo, Rossello di Jacopo Franchi, Spinello Aretino. Nella sala il paliotto ricamato con fili d'oro, d'argento, e di seta policroma da Jacopo Cambi nel 1336.
Opere presenti:
- Agnolo di Domenico del Mazziere, Quattro Evangelisti, inizio XV secolo
- Bicci di Lorenzo:
  - San Paolo; San Benedetto; San Giovanni Gualberto; San Pietro, 1430-1435
  - Sant'Andrea e san Michele; San Girolamo e san Lorenzo, 1420-1430
  - Santi apostoli, 1420-1425
- Cenni di Francesco, Natività, 1395-1400
- Giovanni Dal Ponte:
  - Polittico dell'incoronazione della Vergine e santi, primi decenni del Quattrocento
  - San Giacomo; Sant'Elena, 1420-1430
  - San Giuliano; San Giovanni Battista, 1430 circa
- Giovanni del Biondo:
  - Polittico con l'Annunciazione e santi, 1380–1385 circa
  - Presentazione al Tempio tra san Giovanni Battista e san Benedetto, 1364
- Jacopo Cambi, Incoronazione della Vergine fra otto angeli e quattordici santi, 1336
- Lippo d'Andrea, Madonna in trono con Bambino e santi, 1430-1440
- Lorenzo di Bicci:
  - San Giuliano e san Zanobi, 1380-1400 circa
  - San Martino in trono; Elemosina di san Martino, 1385-1389 circa
- Lorenzo di Niccolò, Incoronazione della Vergine e quattro angeli musicanti; San Zanobi; San Bartolomeo, 1400-1410 circa
- Maestro di Borgo alla Collina, Crocifissione tra la Vergine, san Francesco e un donatore, prima metà del Quattrocento
- Maestro "Francesco", Madonna col Bambino tra due angeli e due santi, 1391
- Mariotto di Nardo:
  - Annunciazione, 1400-1410 circa
  - Crocifissione e quattro storie di san Nicola, 1415 circa
  - Madonna col Bambino e santi, 1380-1400 circa
  - Madonna col Bambino e santi, 1418
  - Madonna col Bambino e santi; Angelo Annunciante; Crocifissione; Vergine Annunciata; Storie della Vergine
- Niccolò di Pietro Gerini:
  - Cristo in Pietà con i simboli della Passione; Il Redentore e santi; Le esequie di un confratello, 1404–1408 circa
  - Crocifissione con San Francesco adorante e santi, 1390-1400 circa
  - La Santissima Trinità con san Francesco e santa Maria Maddalena, 1385 circa
  - Madonna col Bambino e santi, 1404
  - Madonna col Bambino e santi, 1410 circa
  - Madonna col Bambino in trono e due santi, 1400 circa
- Pittore fiorentino, Madonna dell'Umiltà fra due angeli, 1390-1399 circa
- Rossello di Jacopo Franchi:
  - Incoronazione della Vergine con angeli e santi, 1422 (?)
  - San Giovanni Battista; San Francesco, 1400-1410 circa
- Spinello Aretino, Niccolò di Pietro Gerini e Lorenzo di Niccolò, Incoronazione della Vergine, angeli e santi, 1401
- Spinello Aretino:
  - Santo Stefano, 1400-1405
  - Trittico della Madonna in trono e santi, 1391

### Sala di Lorenzo Monaco
La sala presente un'importante raccolta di opere realizzate da Lorenzo Monaco. In essa è entro una nicchia una raccolta di icone russe appartenute alla famiglia granducale dei Lorena.
Opere presenti:
- Agnolo Gaddi:
  - Madonna del Latte e santi, 1380 circa
  - Madonna dell'Umiltà con sei angeli, 1395 circa
- Andrea Ritzos (o Rico), Madonna col Bambino e angeli con gli strumenti della Passione, 1450-1490
- Bartolomeo di Fruosino, Croce sagomata e dipinta, 1411 circa
- Lorenzo Monaco e Maestro della predella Sherman, Madonna del latte con santi e angeli; Annunciazione, Crocifissione con dolenti, santi, 1390 circa, 1425–1430
- Lorenzo Monaco:
  - Orazione nell'orto, 1395-1400
  - Polittico della Madonna in trono e santi, 1410
  - Trittico dell'Annunciazione, 1410 circa
  - Cristo in Pietà con i simboli della Passione, 1404
  - Croce dipinta, 1400–1410 circa
  - Crocifissione; Vergine dolente; San Giovanni Evangelista, 1405-1410
  - Madonna col Bambino e santi, 1408 d.
  - Madonna col Bambino in trono fra i santi Giovanni Battista, Lucia, Antonio Abate, Pietro, Giuliano e Caterina, 1395-1400 circa
  - Redentore benedicente, 1410-1415
  - San Moisè; san Giovanni Battista; san Pietro; san Paolo, 1395 circa
  - Santa Caterina d'Alessandria, san Caio Papa, 1390-1400
- Maestro della predella Sherman, Crocifissione, 1415-1430
- Mariotto di Cristofano, Episodi della vita di Cristo e della Vergine, post 1450

### Sala del Gotico internazionale
La sala è allestita con opere del gotico internazionale.
Opere presenti:
- Bicci di Lorenzo:
  - Matrimonio mistico di santa Caterina, 1423-1425
  - San Lorenzo, 1420-1430 circa
- Gherardo Starnina, Madonna col Bambino, santi e angeli, 1400, 1410 circa
- Giovanni Toscani, Crocifissione; Stigmate di san Francesco e un miracolo di san Nicola di Bari, 1423-1424 circa
- Giovanni Toscani:
  - Incredulità di san Tommaso, 1419-1420
  - Madonna col Bambino, due angeli musicanti e due santi, 1423-1424
- Maestro del 1416, Madonna col Bambino e santi, 1416
- Maestro della Madonna Straus:
  - Annunciazione, 1400-1410 circa
  - Cristo in pietà con i simboli della Passione, 1405 circa
  - Madonna col Bambino fra i santi Matteo e Michele Arcangelo, 1385 circa
  - Santa Caterina d'Alessandria; San Francesco, 1400-1410
- Maestro di Borgo alla Collina:
  - Madonna col Bambino e santi, 1420 circa
  - Madonna in trono con Bambino e santi, 1425 circa
- Maestro di Sant'Ivo:
  - Madonna col Bambino e quattro santi, 1390-1410 circa
  - Madonna col Bambino e santi, 1400-1415 circa
- Pittore fiorentino:
  - San Nicola e san Pietro; (verso: il Profeta Isaia (?) e testa d'angelo)
  - San Pietro Martire e sant'Eustachio (verso: il Profeta Geremia e testa d'angelo)
  - Santa Reparata (o Dorotea) e san Giacomo (verso: angelo con turibolo)
  -  San Girolamo e una santa
- Rossello di Jacopo Franchi, Madonna col Bambino e santi, prima metà del Quattrocento

## Deposito
- Maestro della Misericordia (Giovanni Gaddi?) - Madonna col Bambino, angeli e santi, 1380 circa
- Bernardo Daddi - Madonna col Bambino, 1340 circa